# Night Unto Night
Night Unto Night is een Amerikaanse dramafilm uit 1949 onder regie van Don Siegel.

## Verhaal
De zieke wetenschapper John Galen gaat naar de oostkust van Florida om er op krachten te komen. Hij huurt er een huis van de geesteszieke weduwe Ann Gracy, die nog steeds niet over de dood van haar man heen is. Langzamerhand groeien ze naar elkaar toe.

## Rolverdeling
| Acteur             | Personage          |
| ------------------ | ------------------ |
| Ronald Reagan      | John Galen         |
| Viveca Lindfors    | Ann Gracy          |
| Broderick Crawford | C.L. Shawn         |
| Rosemary DeCamp    | Thalia Shawn       |
| Osa Massen         | Lisa               |
| Art Baker          | Dr. Poole          |
| Craig Stevens      | Tony Maddox        |
| Erskine Sanford    | Dr. Gallen Altheim |
| Ann Burr           | Willa Shawn        |
| Johnny McGovern    | Willie Shawn       |
| Lillian Yarbo      | Josephine          |
| Ross Ford          | Piccolo            |
| Almira Sessions    | Meid               |
| Dick Elliott       | Hotelhouder        |